# شهر بیوا
شهر بیوا (به لاتین: Beiwa Township) یک شهرک در جمهوری خلق چین است که در شهرستان لینگشو واقع شده‌است. شهر بیوا ۱۰۹ متر بالاتر از سطح دریا واقع شده‌است.